# ۴۵۴ (میلادی)
۴۵۴ (میلادی) چهارصد و پنجاه و سومین سال تقویم میلادی است.

## درگذشتگان
- ۲۱ سپتامبر – فلاویوس آییتیوس، سیاست‌مدار در روم باستان